# Benko
Benko je priimek v Sloveniji, ki ga je po podatkih Statističnega urada Republike Slovenije na dan 1. januarja 2010 uporabljalo 760 oseb in je med vsemi priimki po pogostosti uporabe uvrščen na 276. mesto.

## Znani slovenski nosilci priimka
- Benko iz Sočerge (15. stoletje), istrski kamnosek in stavbar
- Aneta Benko (*1985), rokometašica
- Andreja Benko (*1982), arhitektka
- Anja Benko (*1984), jezikoslovka slovenistka
- Anja Benko, prekmurska atletinja-tekačica
- Bogdan Benko (*1952), diplomat
- Boris Benko (*1975), pevec (Silence), slikar
- Dušan Benko (1919−2016), novinar, urednik, zunanjepolitični komentator
- Franc Benko (1915−2003), slikar, konservator, restavrator
- Igor Benko, jamar, reševalec
- Irma Benko, novinarka, urednica, medijska podjetnica
- Ivan Benko (1901−1972), mlekarski strokovnjak
- Janez Benko (*1978), klarinetist
- Josip Benko (1889−1945), industrialec in politik
- Jože Benko, pater Ernest, župnik moderator in gvardijan minoritskega samostana v Olimju
- Jože Benko (*1980), nogometaš
- Leopold Benko (1887−1965), železniški uradnik, publicist in urednik, dr. filozofije
- Marija Benko Kragelj (1938−2021), igralka
- Primož Benko (*1977), rock glasbenik, kitarist
- Riana Benko (*1950), lesarska strokovnjakinja
- Sašo Benko - Bekko, glasbenik kitarist (Psycho-Path, Werefox, Kleemar...)
- Vita Benko, flavtistka
- Vlado (Vladimir) Benko (1917−2011), politolog, utemeljitelj discipline mednarodnih odnosov, univ. profesor

## Znani tuji nosilci priimka
- Aleksandar Benko (1925–1991), hrvaški nogometaš
- Fabian Benko (*1998), nemško-hrvaški nogometaš
- Filip Benko (*1986), švedski igralec hrvaškega rodu
- Francisco Benkö (1910–2010), nemško-argentinski šahist, problemist
- Gregor Benko (*1944), ameriški publicist, glasbeni producent in zgodovinski zbiralec
- Günter Benkö (*1955), avstrijski nogometaš
- Gyula Benkő (1918–1997), madžarski igralec
- Ivo Benko (1851–1903), hrvaški astronom
- Katalin Benkő (*1941), madžarska kanuistka
- Leon Benko (*1983), hrvaški nogometaš
- Lindsay Benko (-Mintenko) (*1976), ameriška plavalka
- Lindsay Benko (*1976), ameriška plavalka
- Pál Benkő (1928–2019), madžarsko-ameriški šahovski velemojster in problemist
- Péter Benkő (*1947), madžarski igralec
- Tamás Benkő, madžarski kaniust
- Tibor Benkő (1905–1988), madžarski sabljač in moderni peterobojec
- Tina Benko, ameriška igralka
- Zoltán Benkő (*1983), madžarski kaniust